# 水戸平成学園高等学校
水戸平成学園高等学校（みとへいせいがくえんこうとうがっこう）は、茨城県水戸市根本にある私立高等学校。

## 概観
茨城県水戸市に所在する高等学校の中で、唯一の「通信制の課程」のみの高等学校である。この「通信制の課程」は、生徒が希望すれば毎日通学できる。ほとんどのスクーリングは本校で受けることができる。

## 設置課程
- 通信制の課程
  - 普通科

## 交通アクセス
- 水戸駅北口から徒歩25分
- バス停「水戸気象台下」を下車しすぐ
- バス停「南町3丁目」下車し徒歩10分
- 水戸駅南口よりスクールバス（無料、通常10往復/日）を運行

バイク通学は届出制で許可を貰う必要がある（駐輪スペースあり）。

## 学校行事
- 事前指導
- 入学式
- バーベキューパーティ
- 体育集中講義
- 進路セミナー
- 総合学習
- 春遠足
- 性教育セミナー
- 前期試験対策日課
- 救急救命講習
- 避難訓練
- 秋遠足
- 英語特別授業
- 文化祭（予定）
- 調理実習
- 大掃除
- 後期試験対策日課
- 講演会
- 修学旅行
- 卒業式

### 学園祭
毎年11月頃予定されている。

## 生徒会活動・部活動
- バドミントン
- バスケットボール
- ソフトテニス
- 野球
- 陸上
- 卓球
- e-スポーツなど